# 山口勝平・星守紗凪のかっぺい流!?ボイス道場!
『山口勝平・星守紗凪のかっぺい流!?ボイス道場!』（やまぐちかっぺい・ほしもりさなのかっぺいりゅうボイスどうじょう）は、HiBiKi Radio Stationで配信されていたインターネットラジオ番組。

## 概要
声優を目指している若者や声優ファンに向けた育成バラエティ番組。

## 配信日時
- 2017年9月4日 - 2018年8月20日（HiBiKi Radio Station） - 隔週月曜日12時更新

## パーソナリティー
- 山口勝平
- 星守紗凪

## コーナー

### ボイス道場
山口が基本からプロフェッショナルまで様々な事柄を指南する。また、ゲストを迎え入れて業界のリアル話を聞いていく。

### ラジオドラマ『♮ 〜ナチュラル〜』
パーソナリティー2人が主演の連続ラジオドラマ。
登場人物
満永 恵/ケイ（みつなが めぐみ/ケイ）
声 - 星守紗凪
今作品の主人公。亡き兄の意志を継ぐために、男装をして歌手デビューする。
津雲 隼人 （つくも はやと）
声 - 山口勝平
主人公恵の素質と亡き相棒シンの妹という理由で彼女を育てるが、体はボロボロ。
大懸 彩 （おおがけ あや）
声 - なりた雛糸
隼人の秘書兼ケイのマネージャー。誰よりも隼人を信じ、皆を支える。
栗原 リョウ （くりはら リョウ）
声 - 新井雄也
隼人とケイの亡き兄で結成していた伝説のバンド【ArQ】の幻のメンバー。事情がありソロでデビュー。
ケイと出会い彼女に惹かれていく。
大徳寺 律音 （だいとくじ りおん）
声 - 山口竜之介
ケイのツアー中に出会った、手先の器用な明るい青年。隼人のギターをいじってるところを隼人に見られ
東京へ行きギターのレッスンをしてデビューを待つ。
大徳寺 奏恋 （だいとくじ かれん）
声 - 芝崎典子
ケイのファンで律音の妹。すごく耳がよくケイの才能や律音の才能を耳で感じことができる。
事務所の手伝いや彩の頼れる部下としても活躍する。
葛葉 浩一郎 （かつらば こういちろう）
声 - 緒方賢一
ArQが出るはずだった伝説のライブハウス「フォルモント」のオーナーであり、裏では業界の大物。普段は大道芸人として広場などで人を笑わせている。

### 情報コーナー
アニメ、エンタメ情報を紹介するコーナー。番組プレゼントもある。

## 各回
| 放送回 | 更新日         | ゲスト           | 備考   |
| ------ | -------------- | ---------------- | ------ |
| 第01回 | 09月04日       |                  |        |
| 第02回 | 09月18日       | 水島裕           |        |
| 第03回 | 10月02日       |                  |        |
| 第04回 | 2017年10月16日 | 小山力也         |        |
| 第05回 | 11月06日       | 椎名へきる       |        |
| 第06回 | 2017年11月20日 | 緒方賢一         |        |
| 第07回 | 12月04日       |                  |        |
| 第08回 | 2017年12月18日 | 玄田哲章         |        |
| 第09回 | 01月08日       |                  |        |
| 第10回 | 01月22日       | 日髙のり子       |        |
| 第11回 | 02月07日       |                  |        |
| 第12回 | 02月19日       | 矢尾一樹         |        |
| 第13回 | 03月06日       | アメリカザリガニ |        |
| 第14回 | 03月20日       |                  |        |
| 第15回 | 04月02日       | 竹内順子         |        |
| 第16回 | 04月16日       | 大谷育江         |        |
| 第17回 | 05月07日       |                  |        |
| 第18回 | 05月21日       | ゆきのさつき     |        |
| 第19回 | 06月04日       |                  |        |
| 第20回 | 06月18日       | 平野文           |        |
| 第21回 | 07日02日       |                  |        |
| 第22回 | 07月16日       | 岩田光央         |        |
| 第23回 | 08月06日       |                  |        |
| 第24回 | 08月20日       | 堀川りょう       | 最終回 |